# Oxyopes variabilis
Oxyopes variabilis là một loài nhện trong họ Oxyopidae.
Loài này thuộc chi Oxyopes. Oxyopes variabilis được Ludwig Carl Christian Koch miêu tả năm 1878.